# Кох, Менно
Менно Кох (нидерл. Menno Koch; родился 2 июля 1994, Хезе, Нидерланды) — нидерландский футболист, защитник норвежского клуба «Сарпсборг 08».

## Клубная карьера
Кох — воспитанник футбольной академии клуба ПСВ. 3 августа 2013 года в матче против роттердамской «Спарты» он дебютировал в Эрстедивизи за дублирующий состав. В этом же поединке Менно забил свой первый гол за дублёров. 20 декабря 2014 года в матче против «Гоу Эхед Иглз» он дебютировал в Эредивизи, заменив во втором тайме Карима Рекика.
В начале 2015 года для получения игровой практики Кох на правах аренды перешёл в НАК Бреда. 17 января в матче против «Зволле» он дебютировал за новую команду.
Летом 2016 году Менно вновь был отдан в аренду, его новой командой стал «Утрехт». 10 сентября в матче против «Зволле» он дебютировал за новый клуб. В начале 2017 года Кох вернулся в ПСВ. В июле 2017 года перешёл в НАК, заключив с клубом контракт на три года
Летом 2024 года перешел в норвежский клуб «Сарпсборг 08» подписав двухлетний контракт.

## Международная карьера
В 2011 году в составе юношеской сборной Нидерландов Кох стал победителем юношеского чемпионата Европы в Сербии. На турнире он сыграл в матче против команды Чехии. Летом того же года Менно принял участие в юношеском чемпионате мира в Мексике. На турнире он сыграл в матче против команды Мексики.

## Достижения
Международные
Нидерланды (до 17)
- Юношеский чемпионат Европы — 2011